# Centre (région belge)
Pour les articles homonymes, voir Centre.

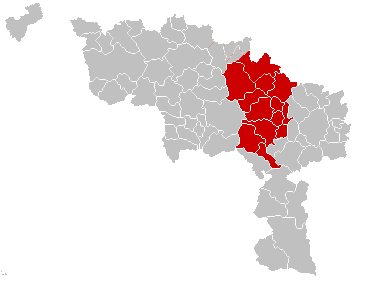
La région du Centre au sein du Hainaut.

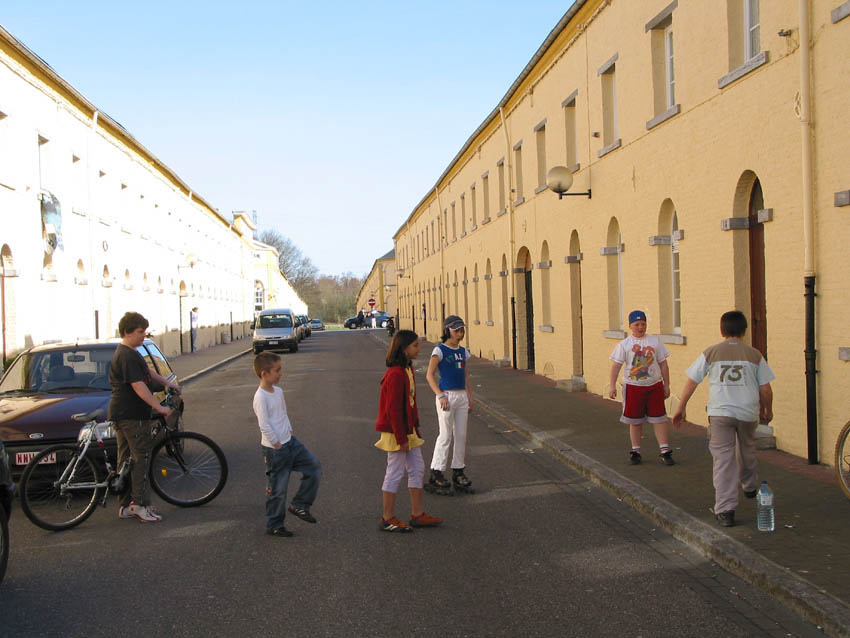
La Louvière, (Houdeng-Ameries) : cité ouvrière « Carrés du Bois-du-Luc ».

Le Centre ou la région du Centre est une région de la province de Hainaut en Belgique (Wallonie). Elle est située entre les agglomérations de Mons, de Charleroi, la Thudinie et le Brabant wallon. Généralement, on admet qu'elle comprend les communes suivantes regroupées au sein de Centropôle :
- Anderlues
- Binche
- Braine-le-Comte
- Chapelle-lez-Herlaimont
- Écaussinnes
- Estinnes
- La Louvière
- Le Rœulx
- Manage
- Morlanwelz
- Seneffe
- Soignies.

Elle est considérée avec le Borinage, la région de Charleroi, celle de la Basse-Sambre, celle de Liège et celle de Verviers comme l'un des bassins constitutifs du Sillon Sambre-et-Meuse.
Elle fut une des régions charbonnières les plus importantes de Belgique au début du XXe siècle. À partir de la fin des années 1940, la région connut une importante immigration italienne.
Elle est le foyer d'une tradition folklorique très vivace avec un carnaval dont la figure centrale est le Gille. Le Carnaval le plus célèbre est celui de Binche (reconnu par l'UNESCO) mais d'autres de moindres envergures ont également une vieille histoire tels que ceux de Morlanwelz, d'Haine-Saint-Pierre, de La Louvière ou encore Chapelle-lez-Herlaimont. À noter que cette tradition "gilliesque" est présente un peu partout en Wallonie mais est originaire de la région du Centre. Ces célébrations qui ont lieu les jours Gras (Dimanche, Lundi et Mardi) sont l'un des bastions essentiels de la langue Wallonne.

## Histoire
La région du Centre est un bassin de vie né de la révolution industrielle et un concept qui a été créé en 1832 par l’Administration des Mines afin de lier douze communes (Anderlues, Binche, Braine-le-Comte, Chapelle-lez-Herlaimont, Ecaussinnes, Estinnes, La Louvière, Le Roeulx, Manage, Morlanwelz, Seneffe, Soignies).
Ces communes sont réparties sur un territoire situé entre les bassins charbonniers du Borinage (Mons) et du Pays Noir (Charleroi), d’où l’appellation se référant à une région au "centre" de ces deux pôles.
En l'absence d'existence administrative de la région du Centre, Willy Taminiaux (ancien bourgmestre de La Louvière) crée en 1998 la Communauté Urbaine du Centre (CUC), dont la mission est d’œuvrer au développement social et économique des 12 communes de la Région du Centre,.
Le 24 janvier 2018, le Parlement wallon vote le redécoupage des circonscriptions électorales pour les élections régionales de 2019 et acte la création d'une circonscription électorale de la région du Centre officiellement nommée "Soignies-La Louvière" (il manque cependant Anderlues et Chapelle-lez-Herlaimont),.
Le 27 janvier 2023, la Communauté Urbaine du Centre (CUC) change de nom et devient le Centropôle.

## Folklore
- Carnaval de Binche.
- Feureu de Morlanwelz, Anderlues & Haine-Saint-Pierre.
- Laetare de La Louvière & de Chapelle-lez-Herlaimont.
- Autres carnavals de toutes les communes.
- Goûter Matrimonial.
- Simpelourd.

## Tourisme

### Musées
- Musée royal de Mariemont, Morlanwelz.
- Bois du Luc, Houdeng-Aimeries.
- Le Centre Keramis (Musée et lieu d'art et de création consacré à la faïence et à la céramique), Le Centre de la Gravure et de l'Image imprimée, La Louvière.
- Musée du Carnaval et du Masque, Binche.

### Patrimoines et sites
- Binche avec ses remparts son hôtel de ville avec beffroi et l'église Saint-Ursmer.
- Morlanwelz et le Domaine de Mariemont avec les ruines d'un ancien château.
- L'abbaye de Bonne-Espérance à Estinnes.
- La collégiale Saint-Vincent de Soignies.
- Château de Seneffe.
- Château fort d'Ecaussinnes.
- Château de la Follie.
- Château du Roeulx .
- Ascenseurs à bateaux du canal du Centre.
- Ascenseur à bateaux de Strépy-Thieu.
- Coron du Bois-du-Luc à Houdeng-Aimeries.
- Tour de l'ancienne église Saint-Médard de Anderlues, la « Bourlette ».
- Plan incliné de Ronquières.

## Galerie

Vues de la région du Centre.
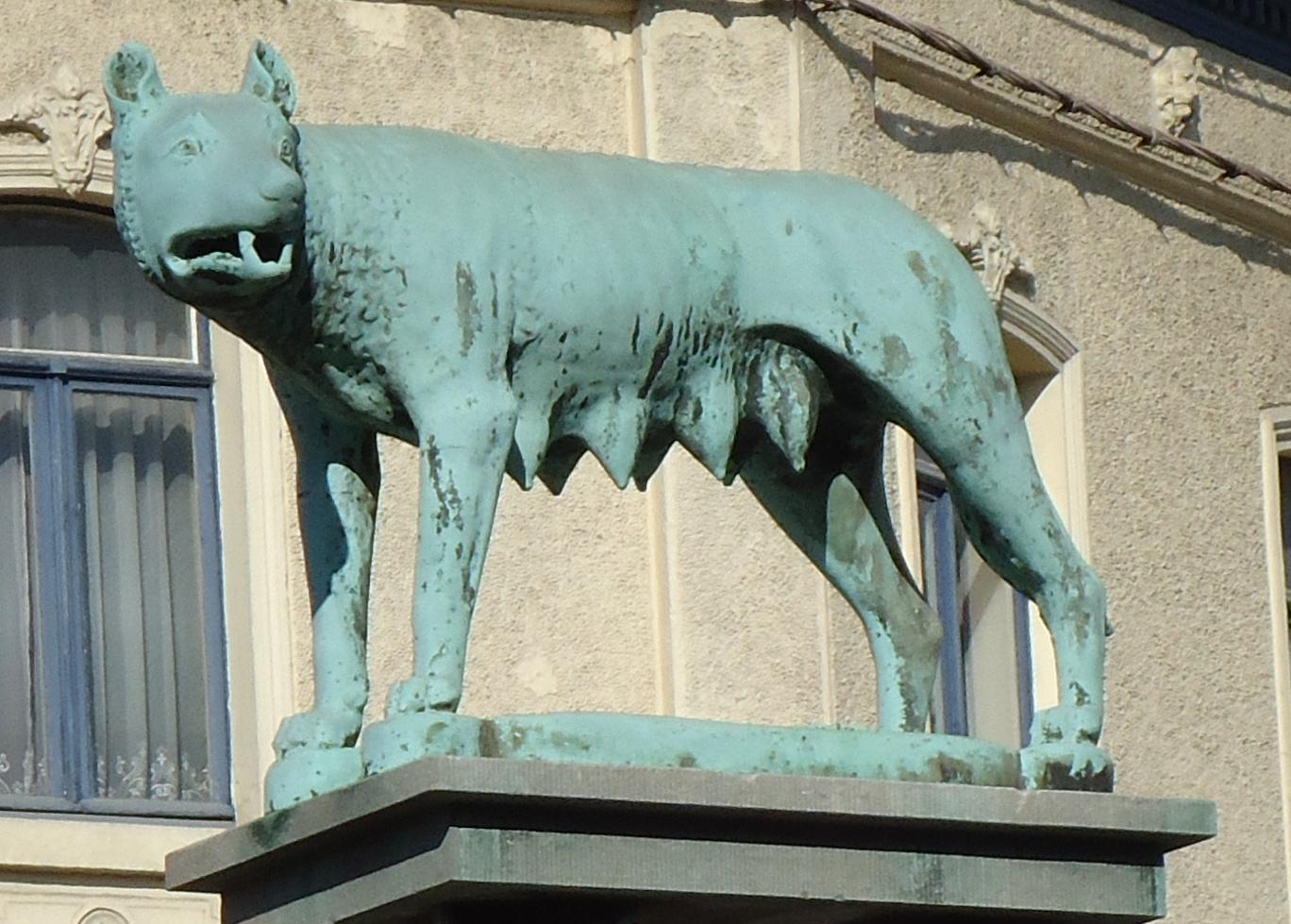
Statue de la louve symbole de La Louvière.
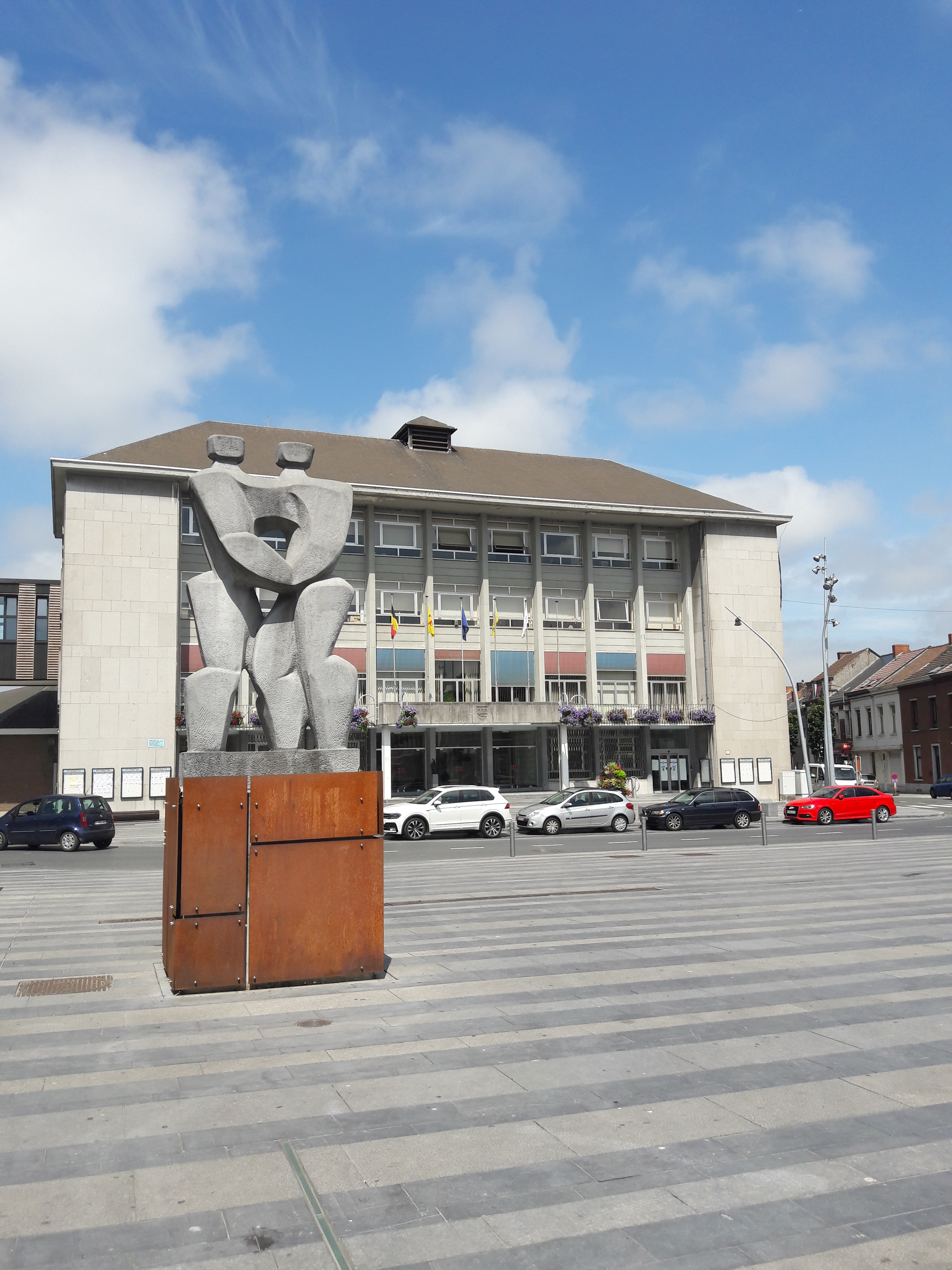
Hôtel de Ville de La Louvière.
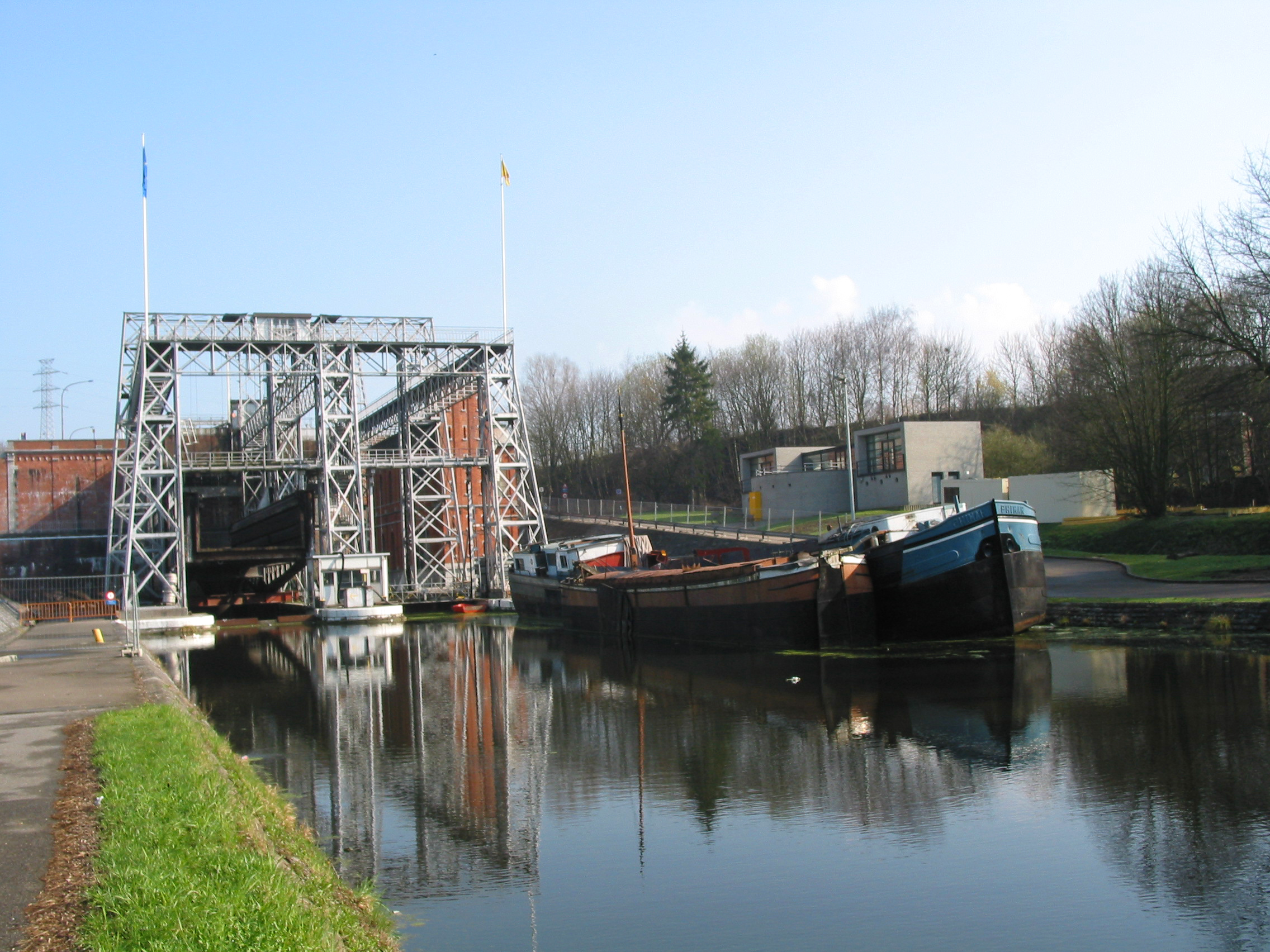
Ascenseur à bateaux, Houdeng-Gœgnies.
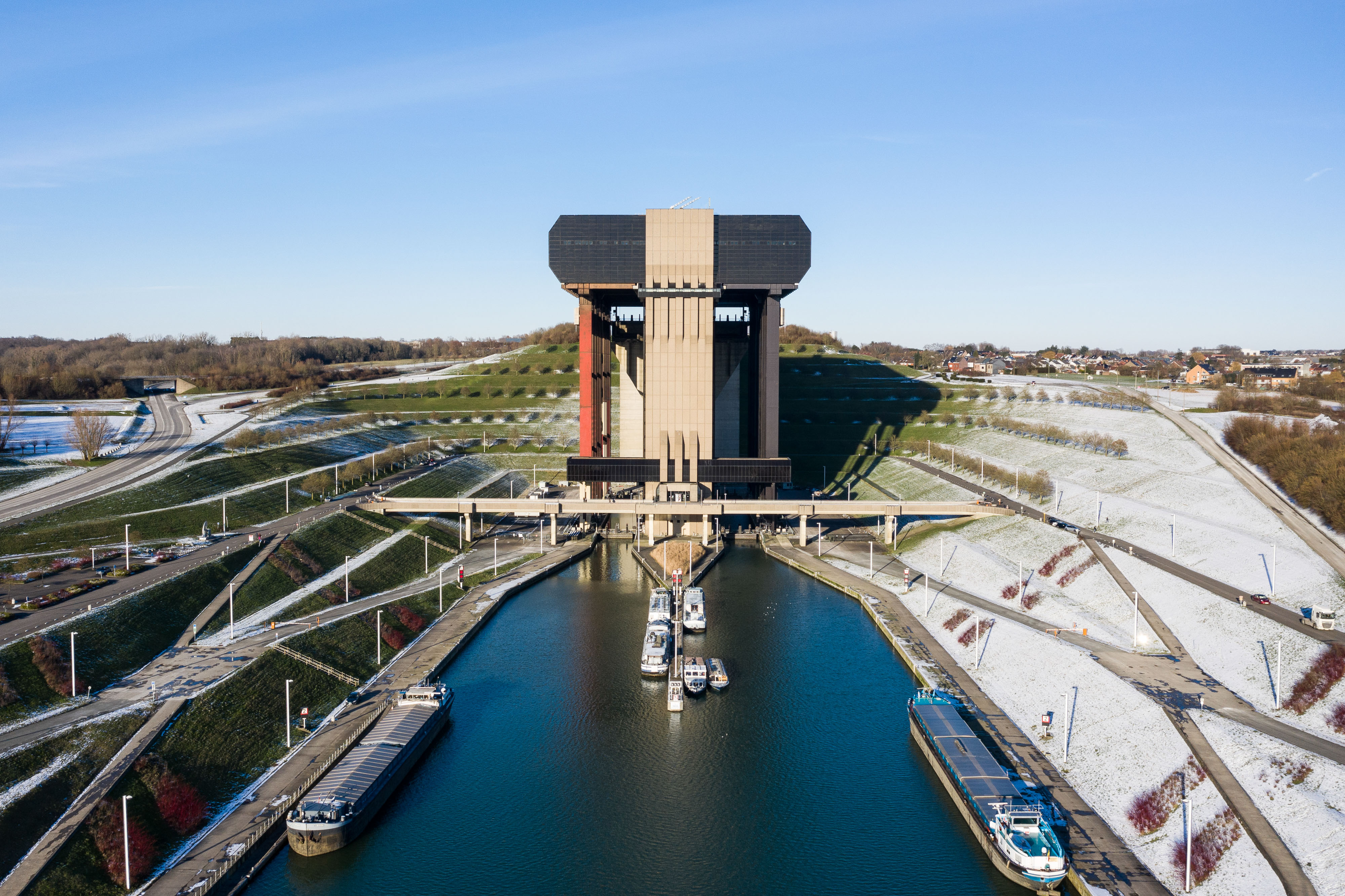
Ascenseur à bateau de Strépy-Thieu.
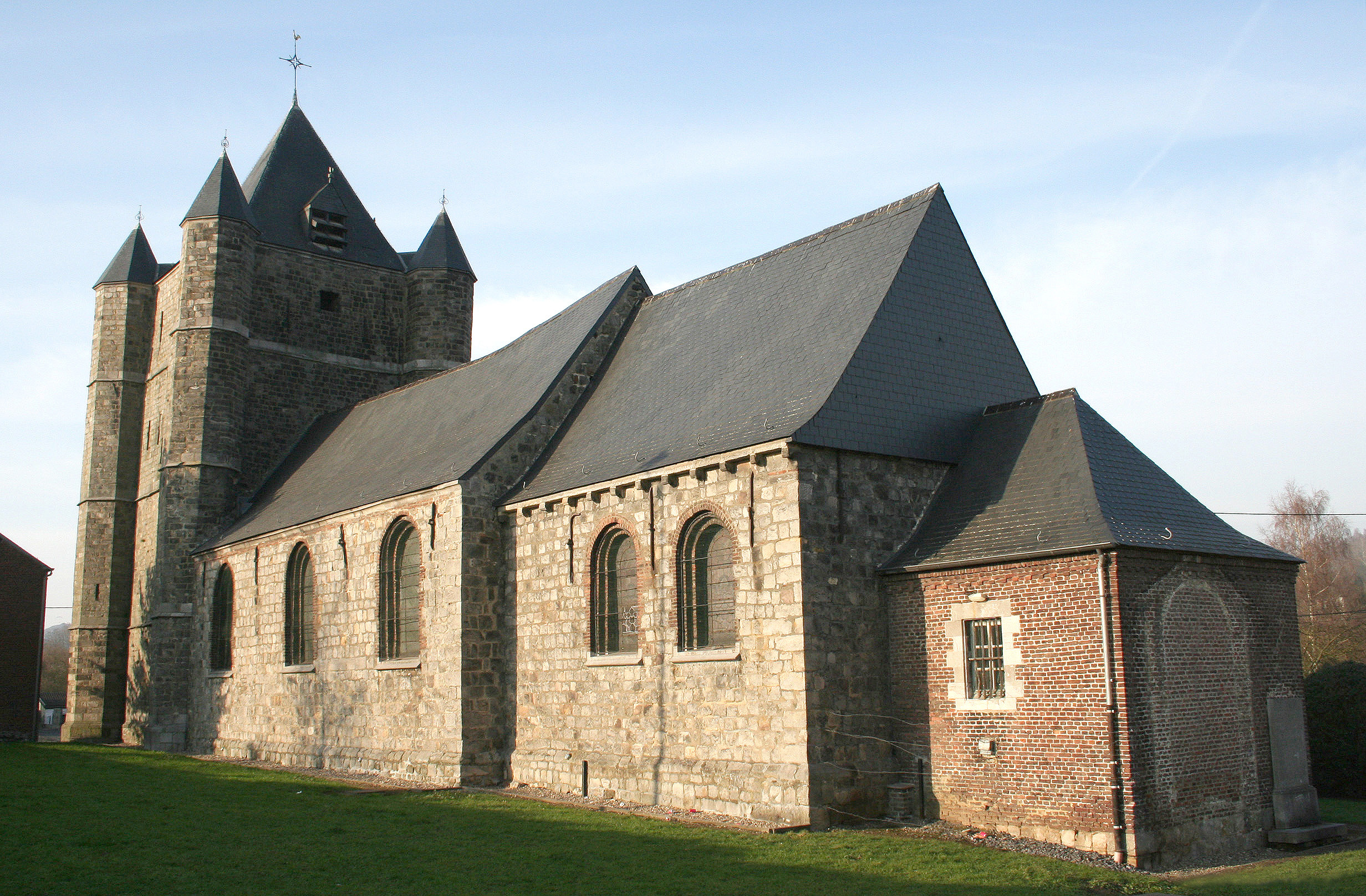
Église médiévale à Saint-Vaast.
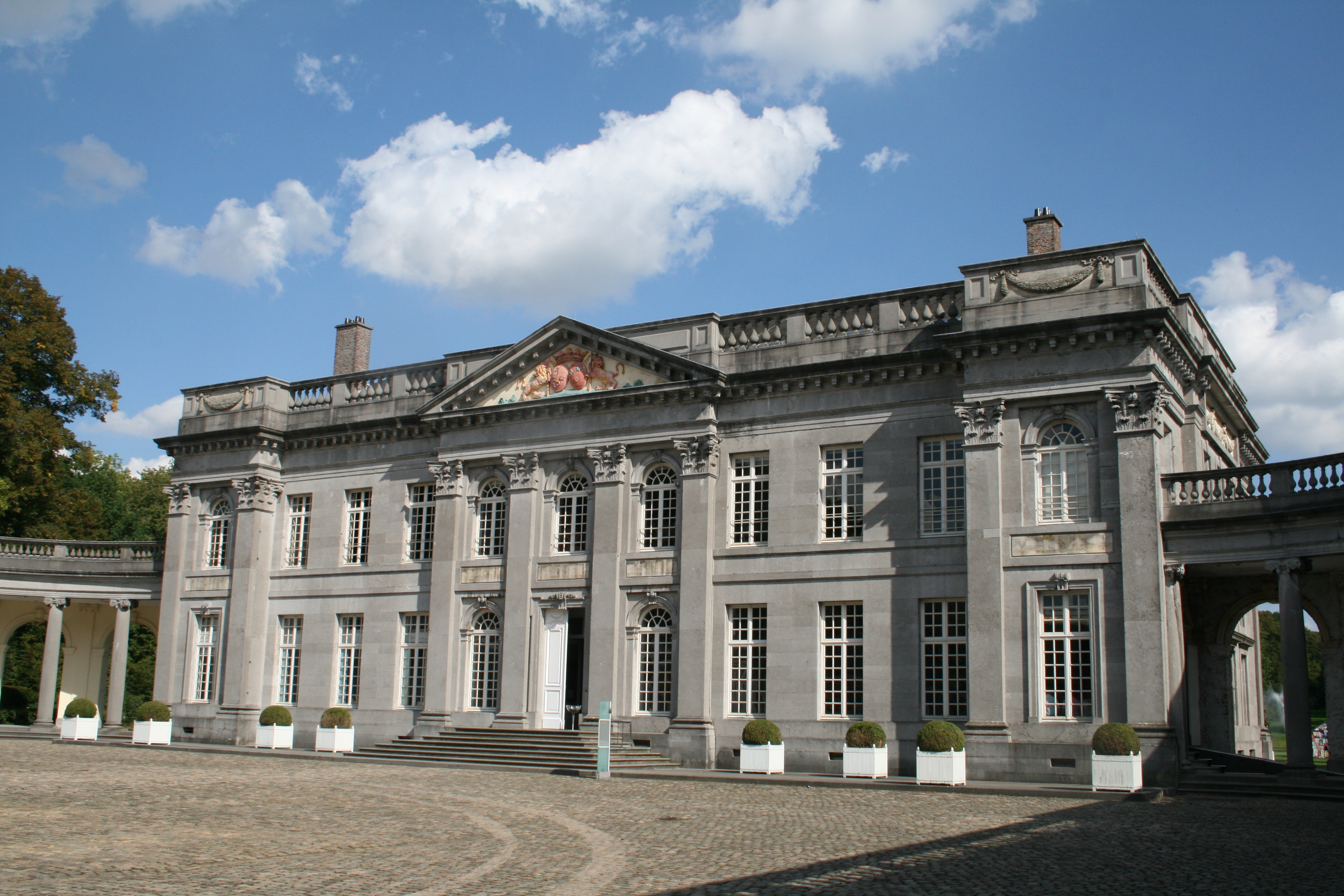
Château de Seneffe.
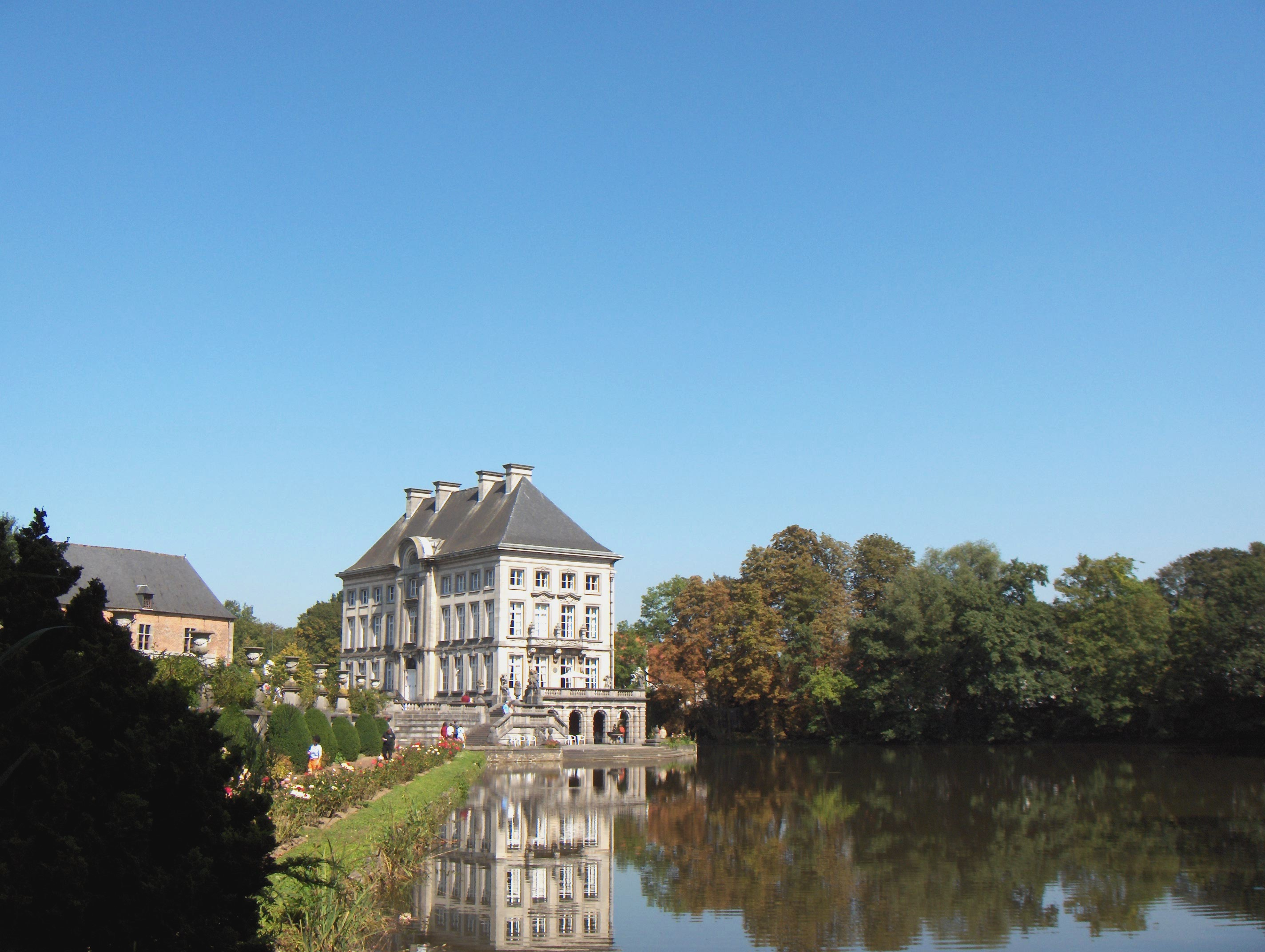
Château de Feluy.
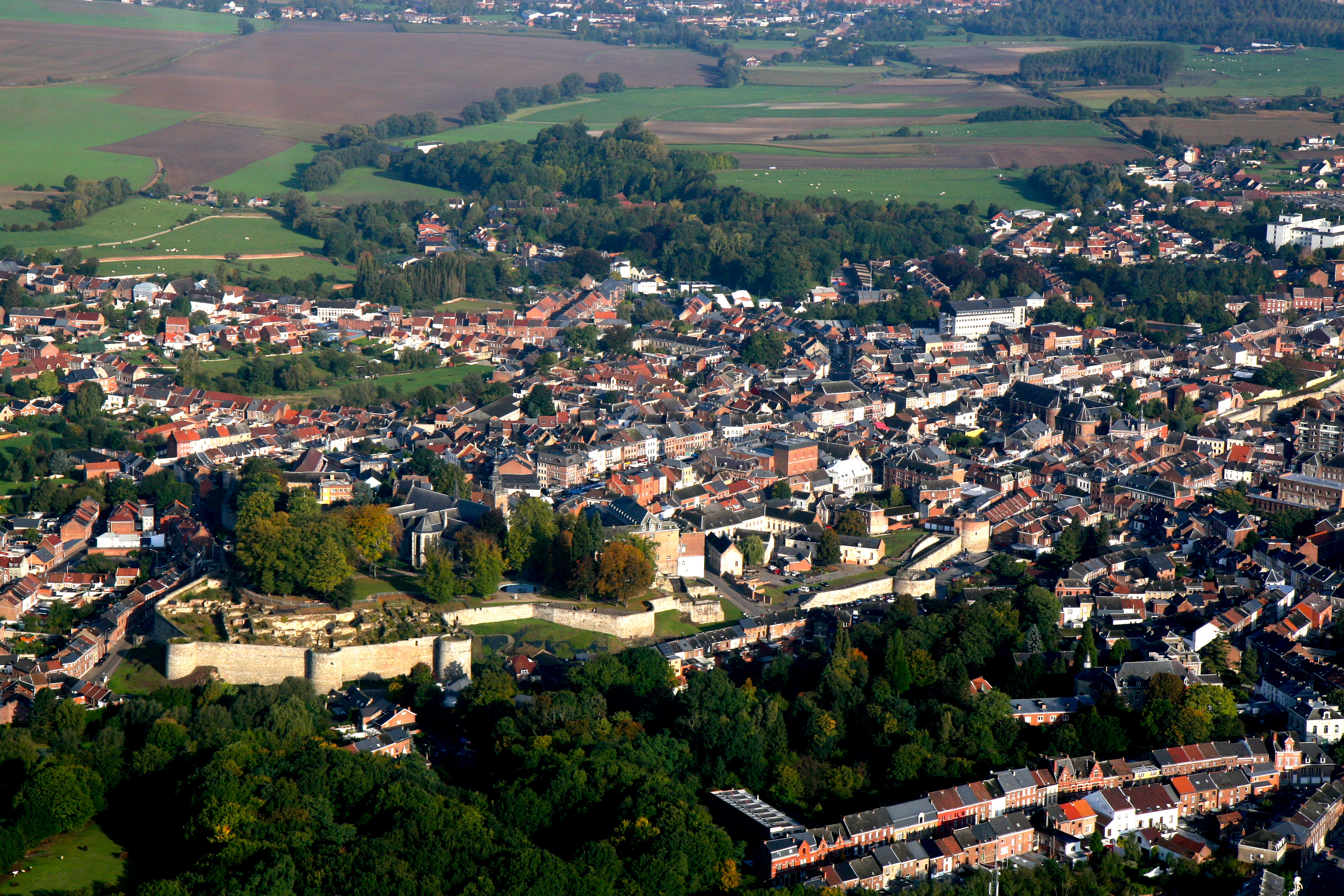
Vue aérienne de Binche.
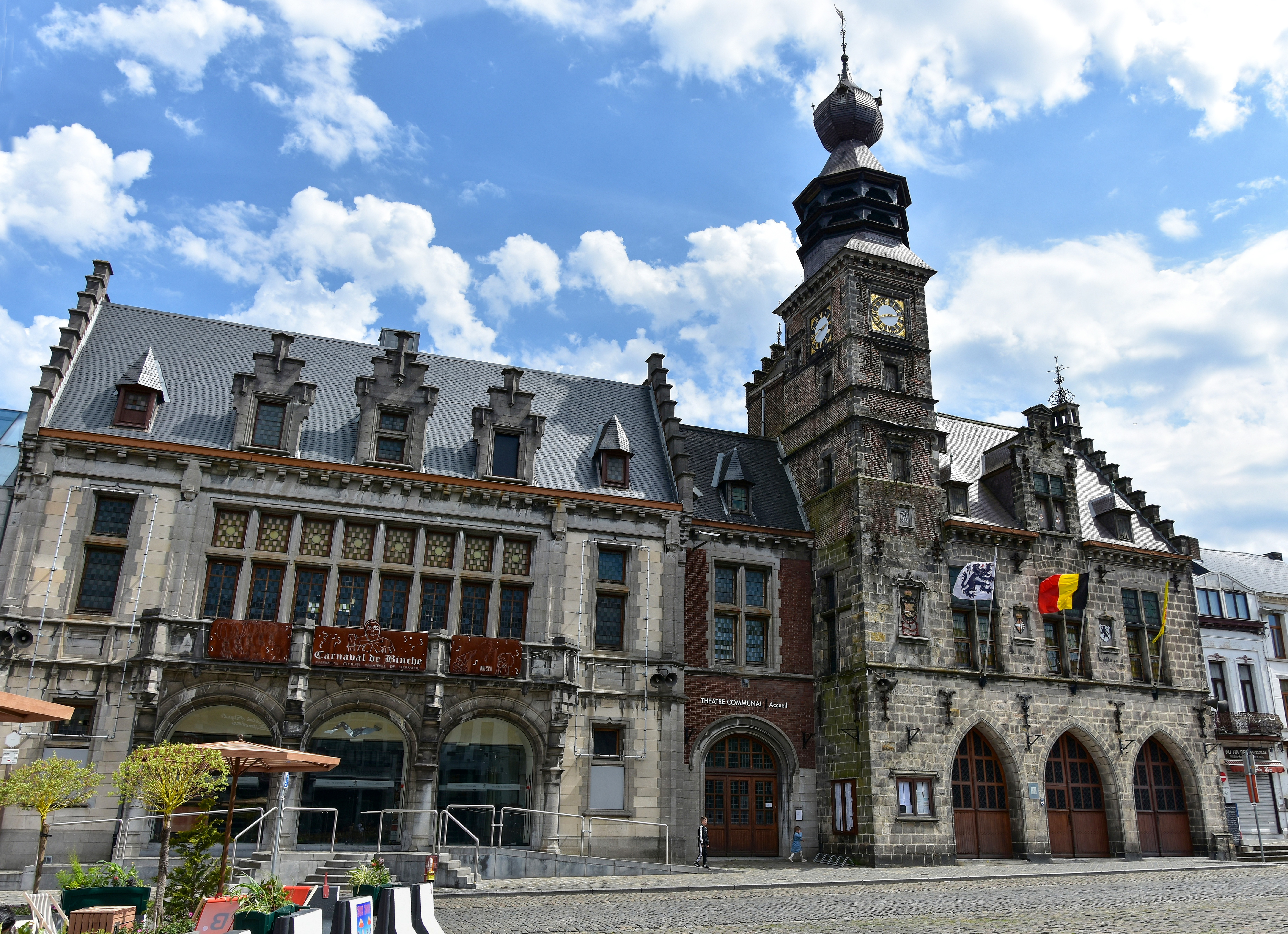
Théâtre et Hôtel de Ville de Binche.
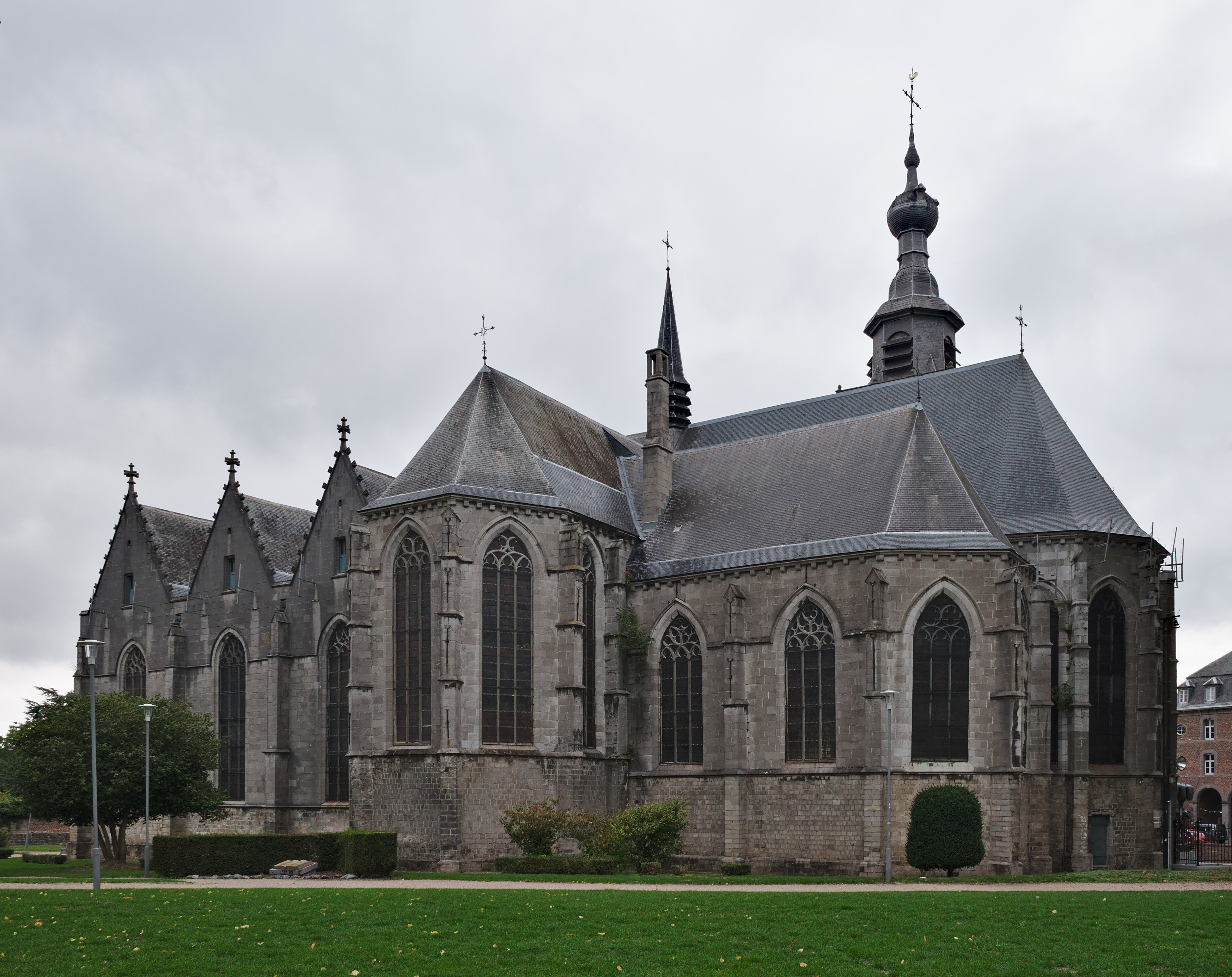
Collégiale de Binche.
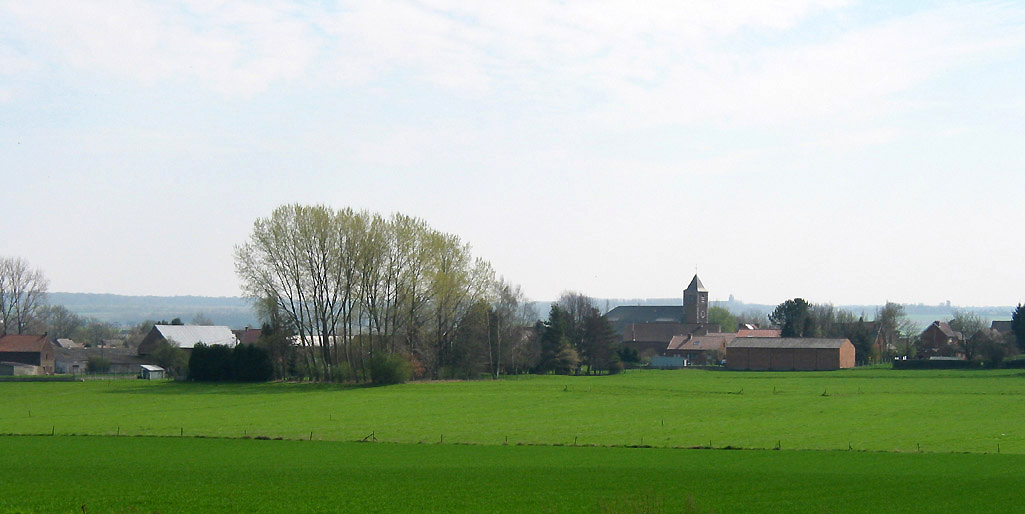
Panorama du village de Bray.
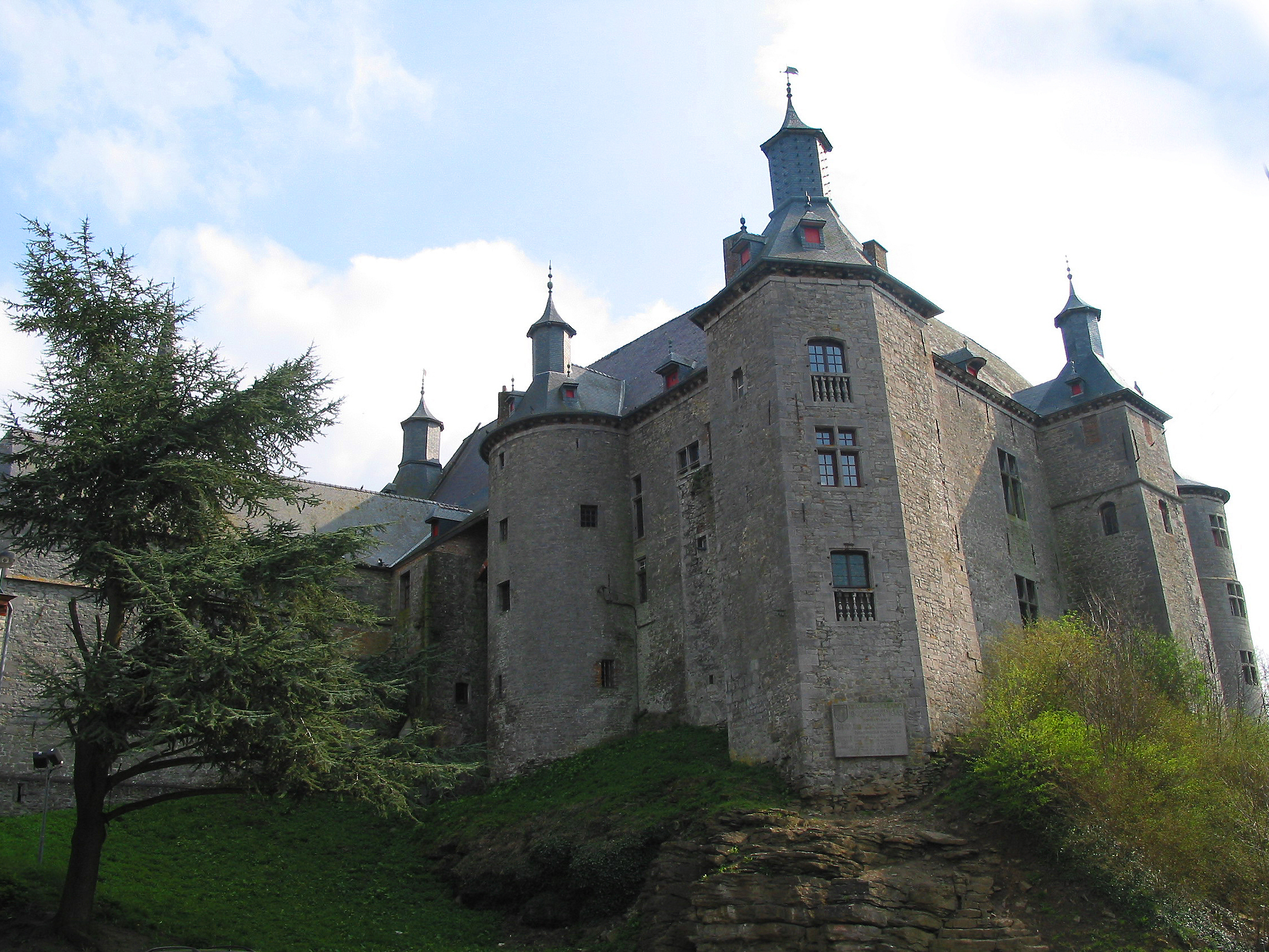
Le château fort d'Ecaussinnes.
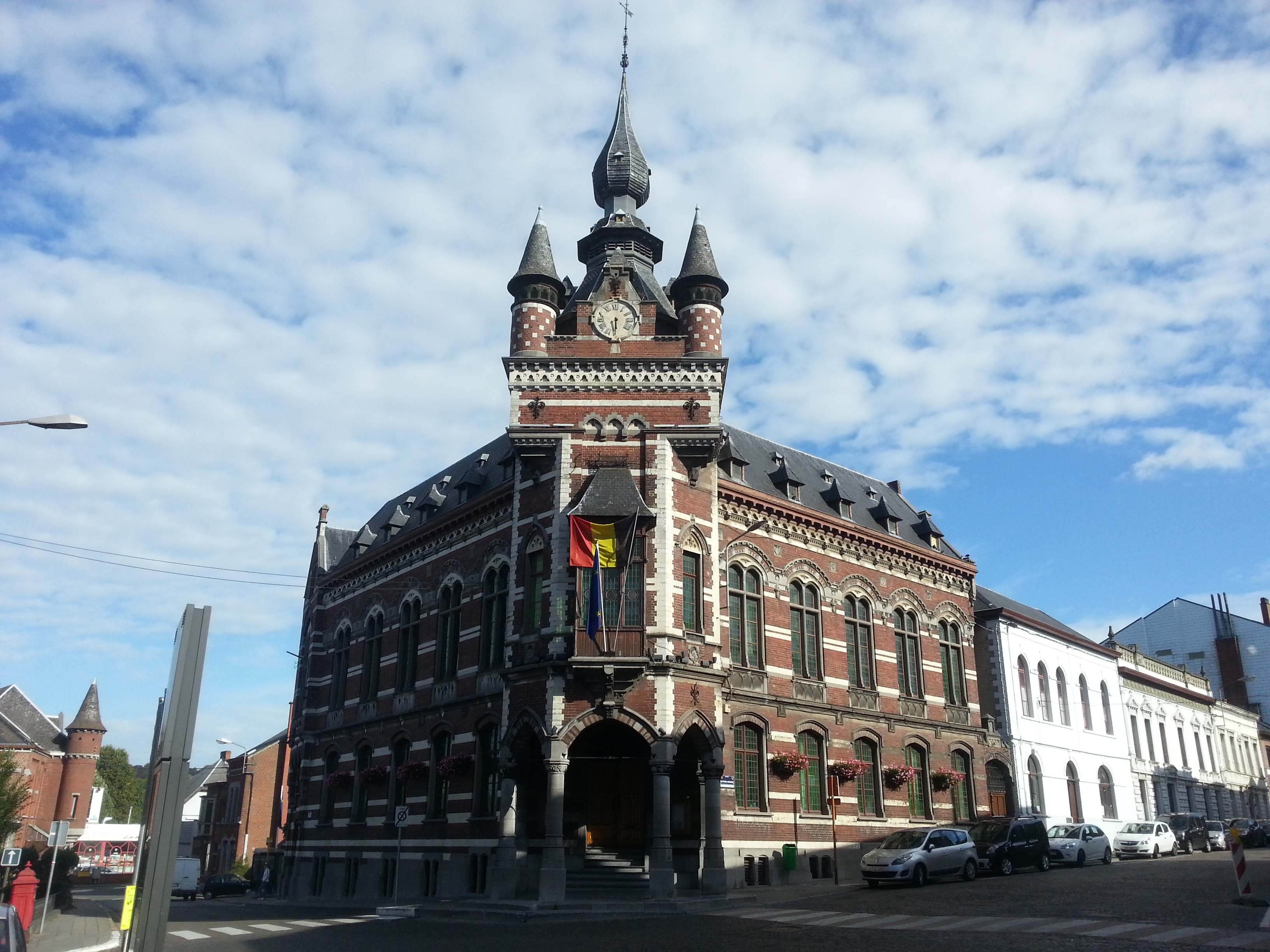
L'hôtel de ville de Morlanwelz.
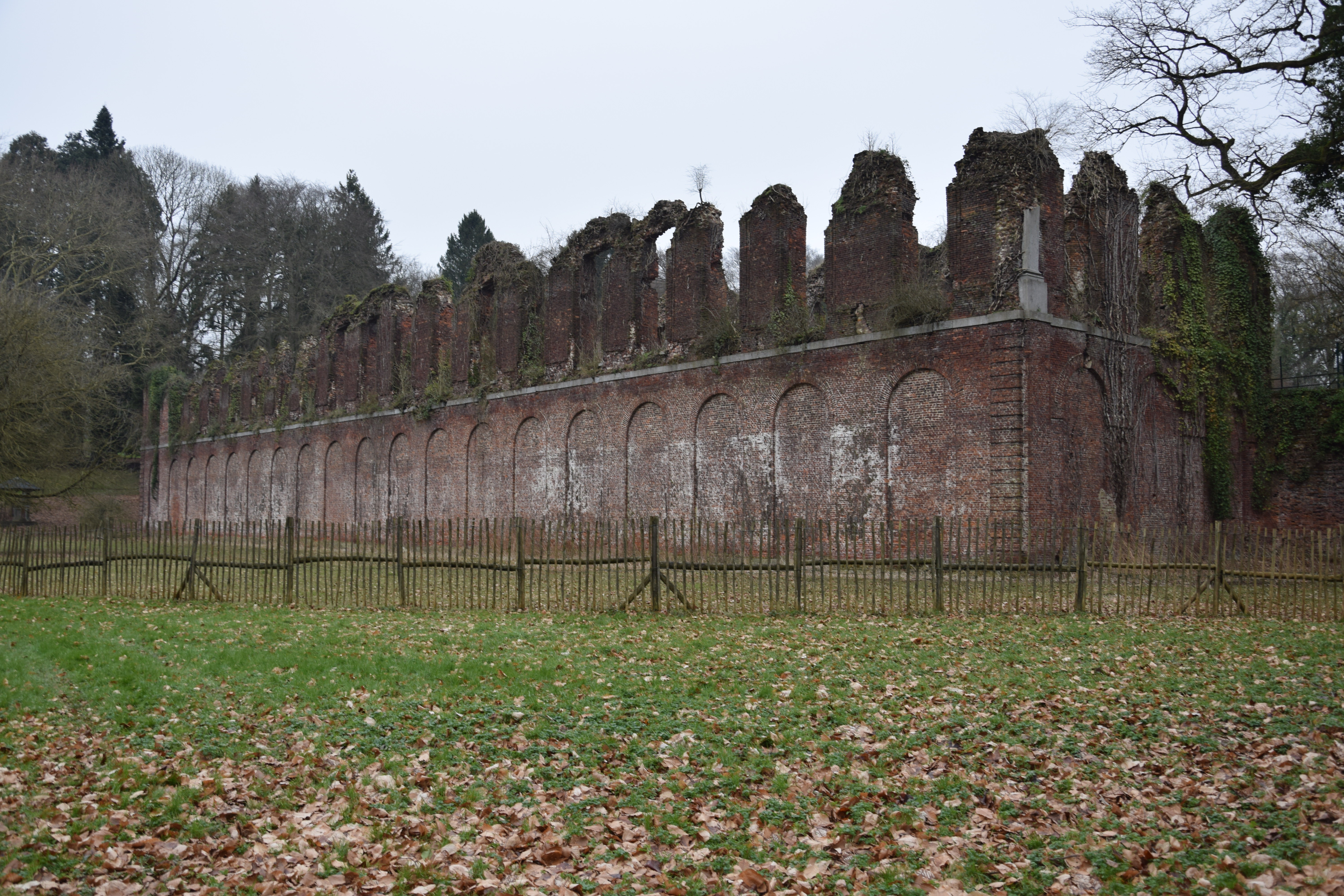
Ruines du château de Mariemont.
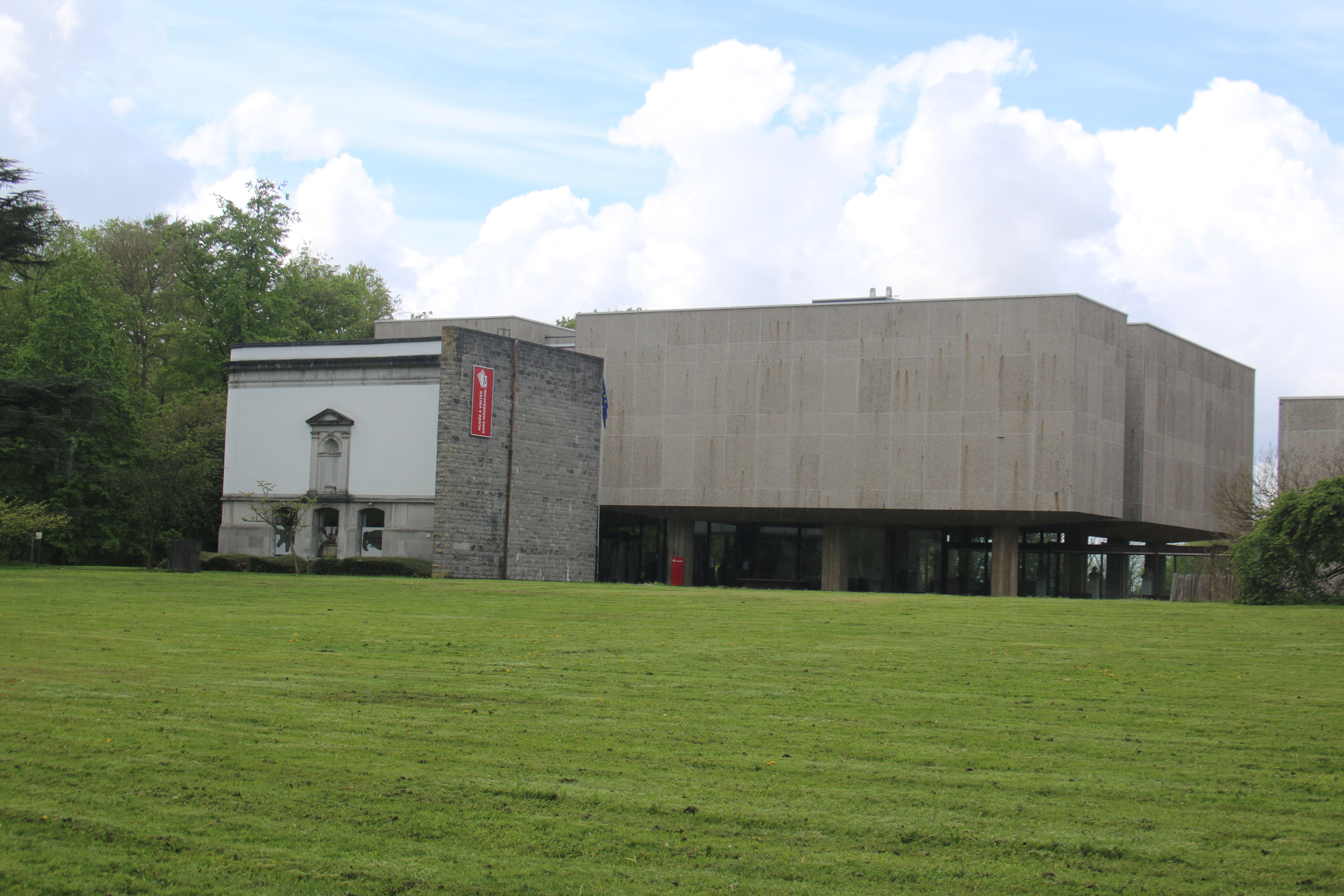
Musée royal de Mariemont.
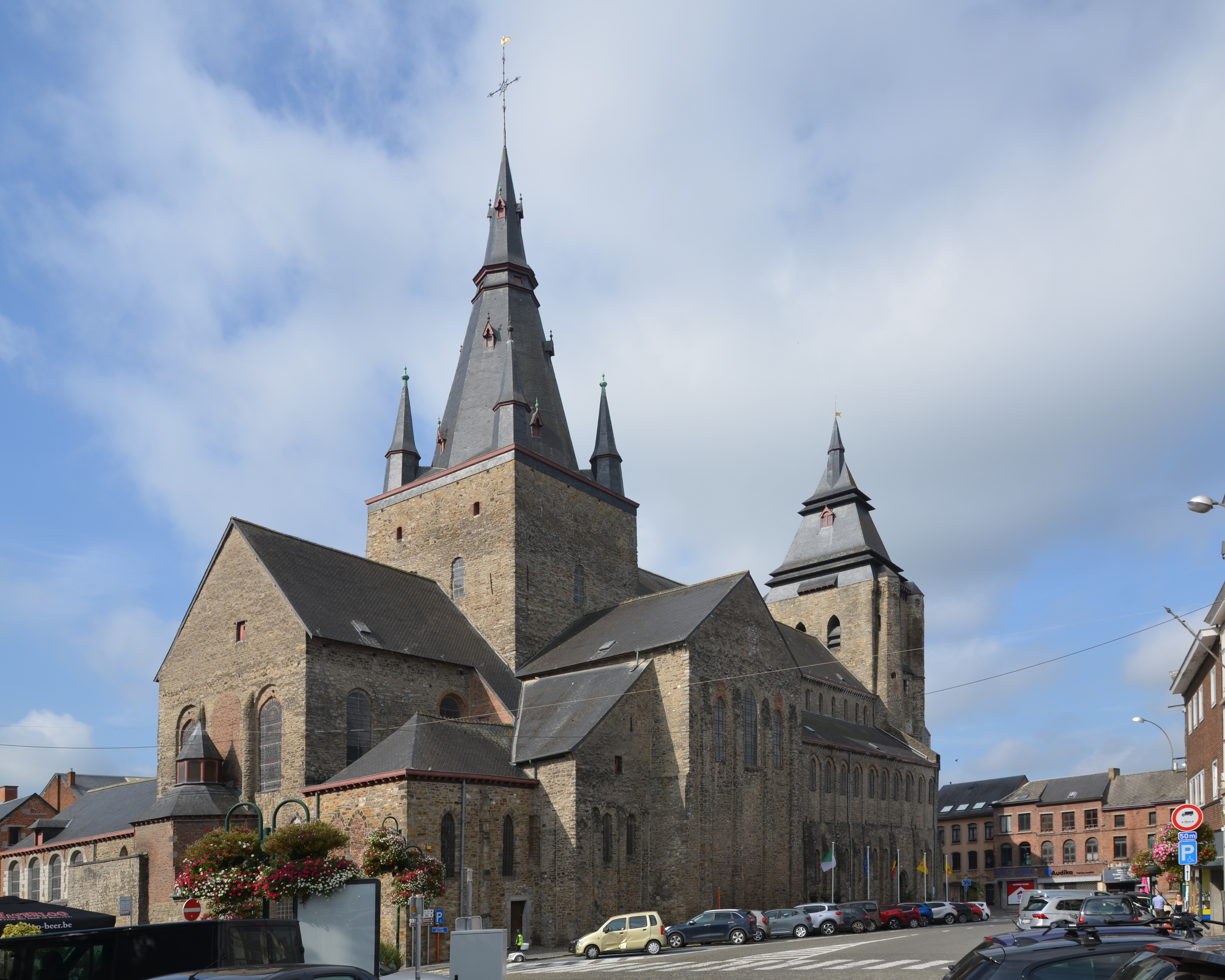
La collégiale Saint-Vincent de Soignies.
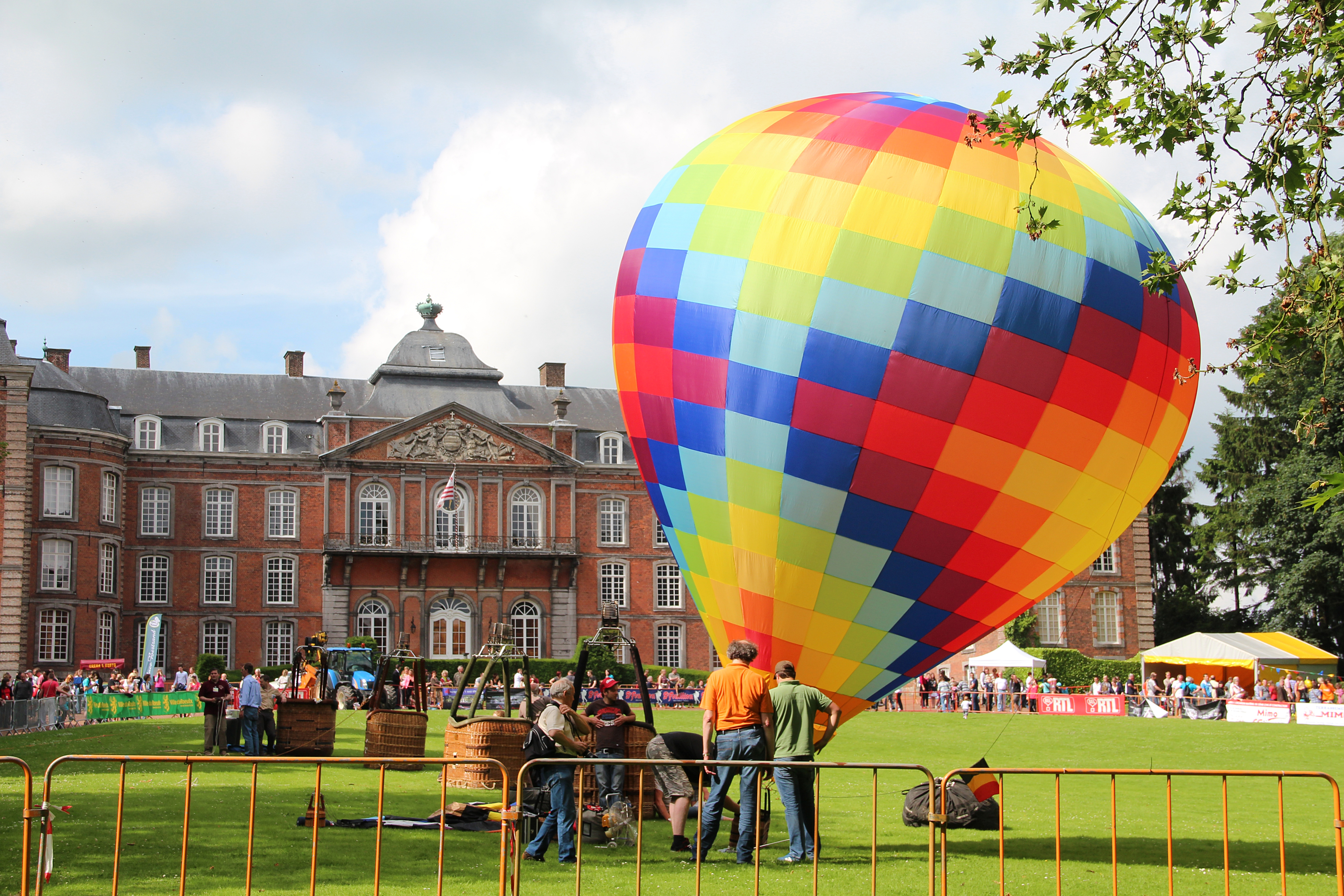
Le Rœulx, château des Princes de Croÿ.
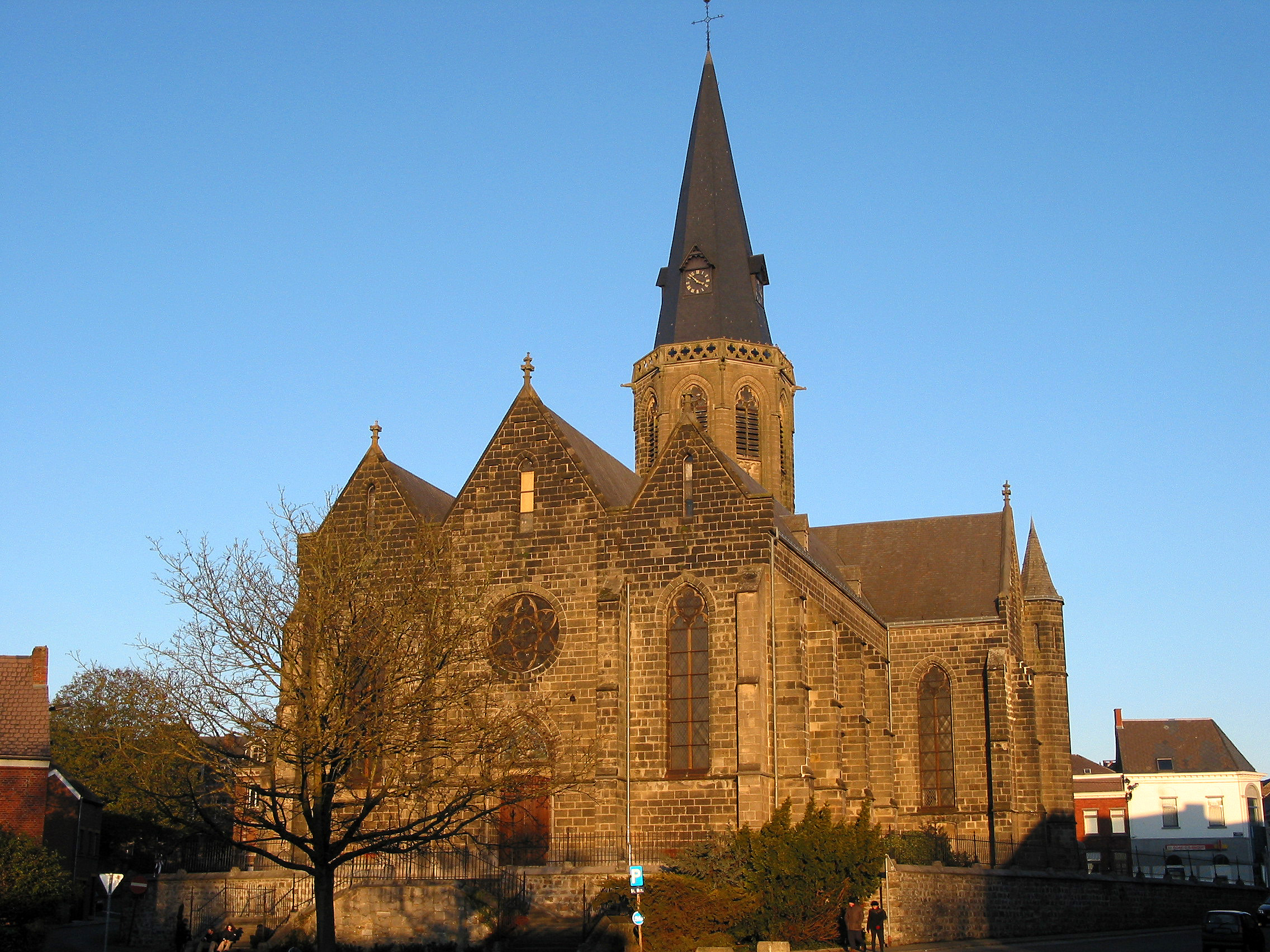
Le Rœulx, l'église Saint-Nicolas.
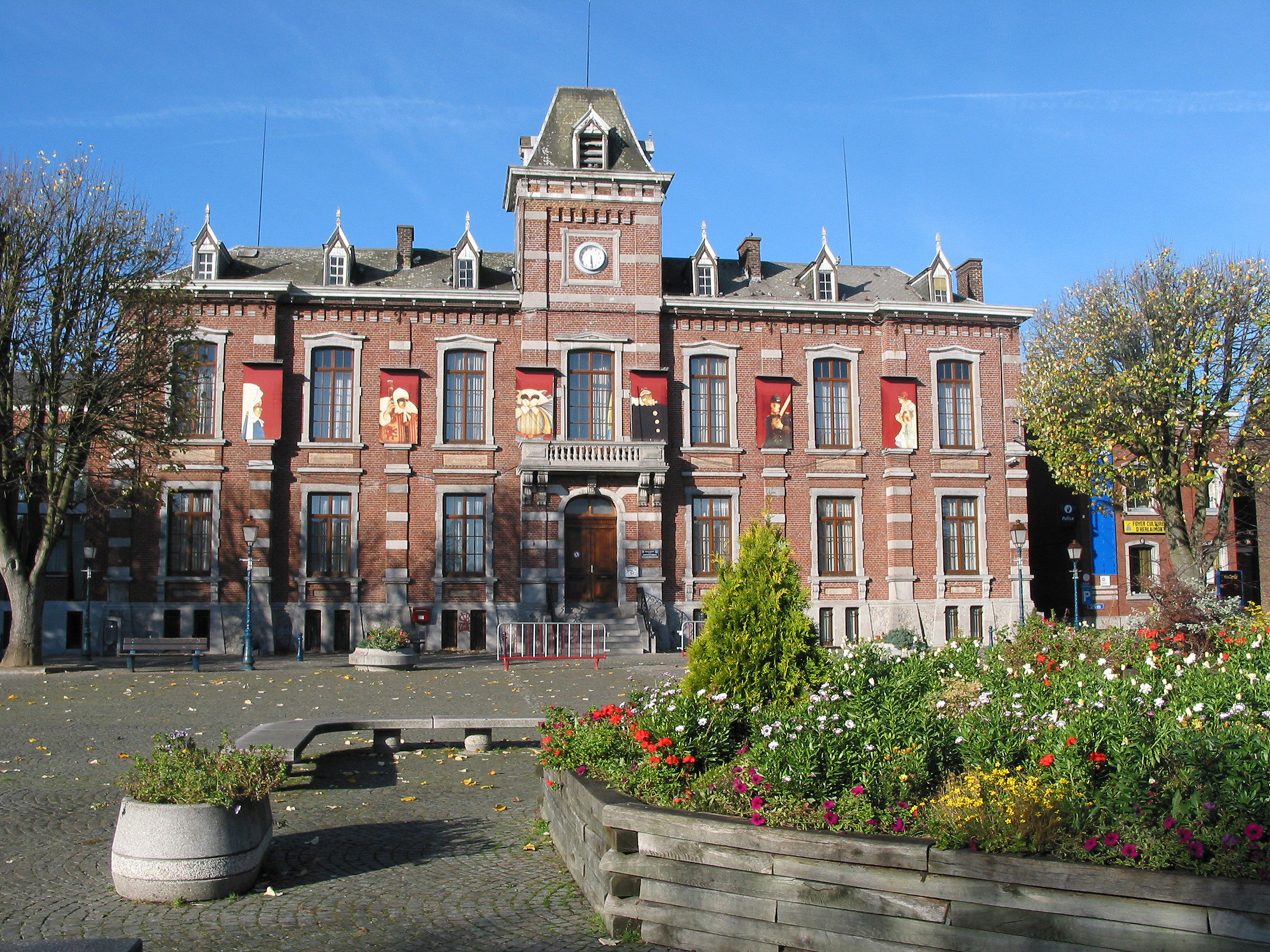
Chapelle-lez-Herlaimont, hôtel de ville.
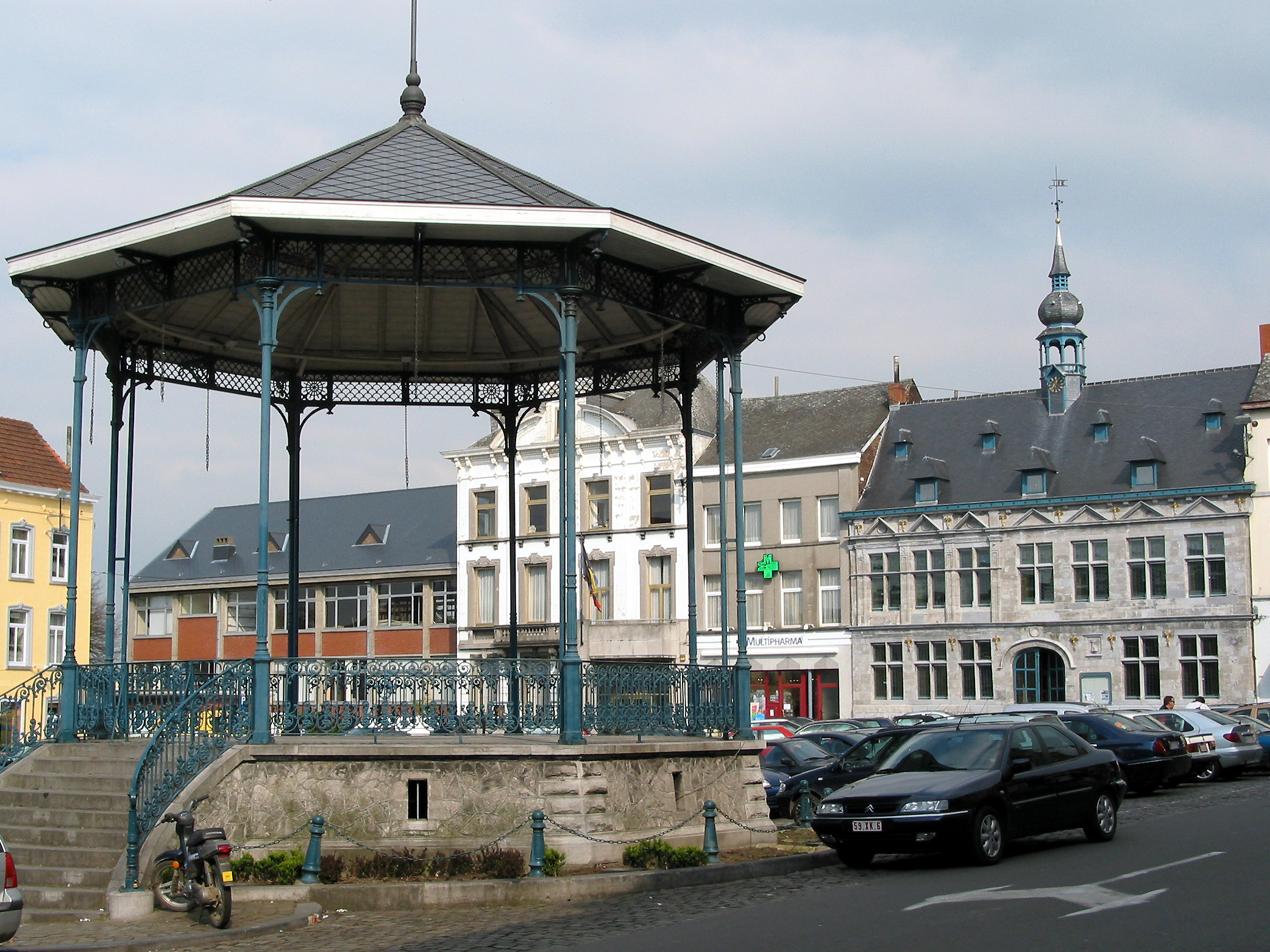
Braine-le-Comte.
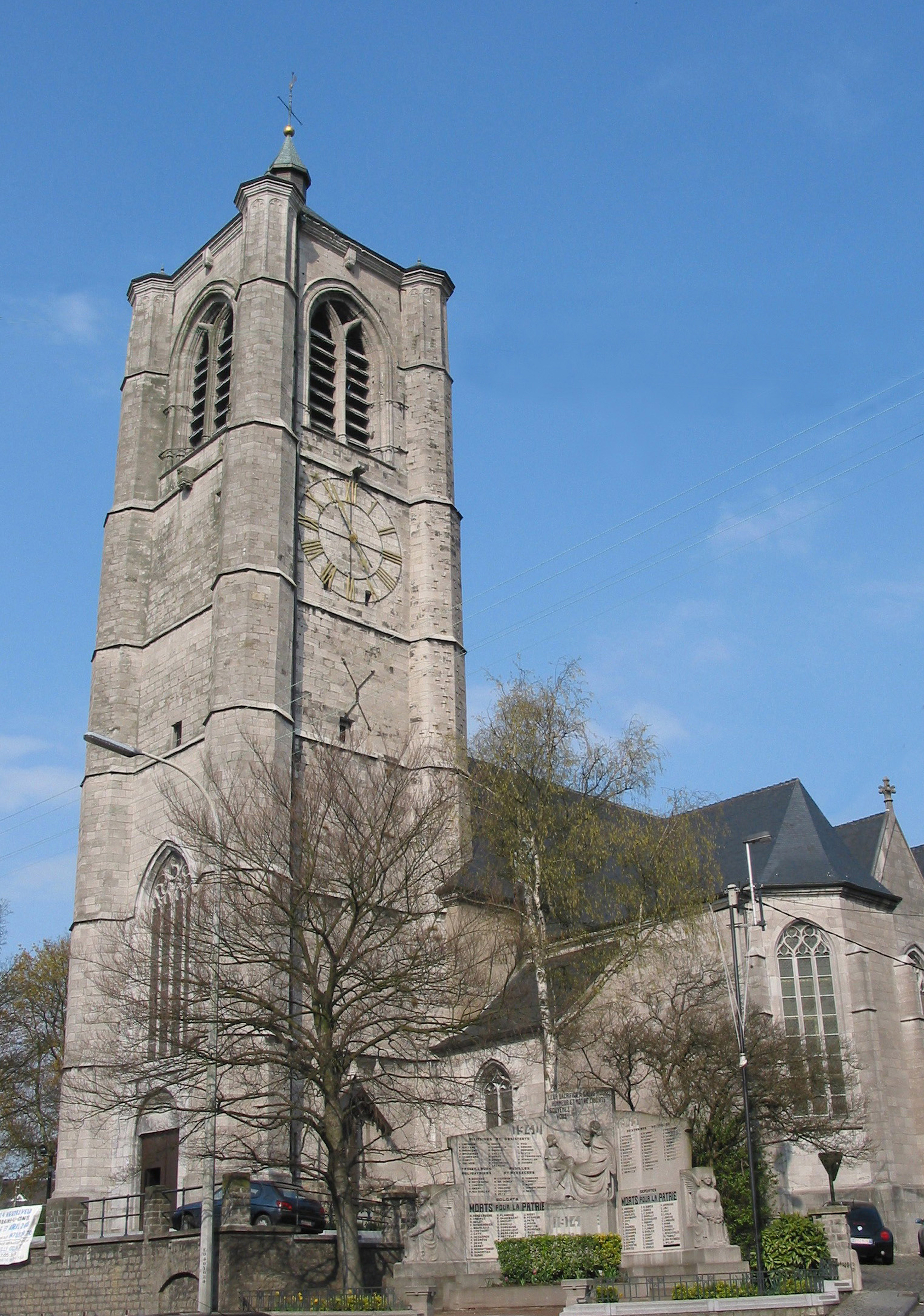
L'église de Braine-le-Comte.
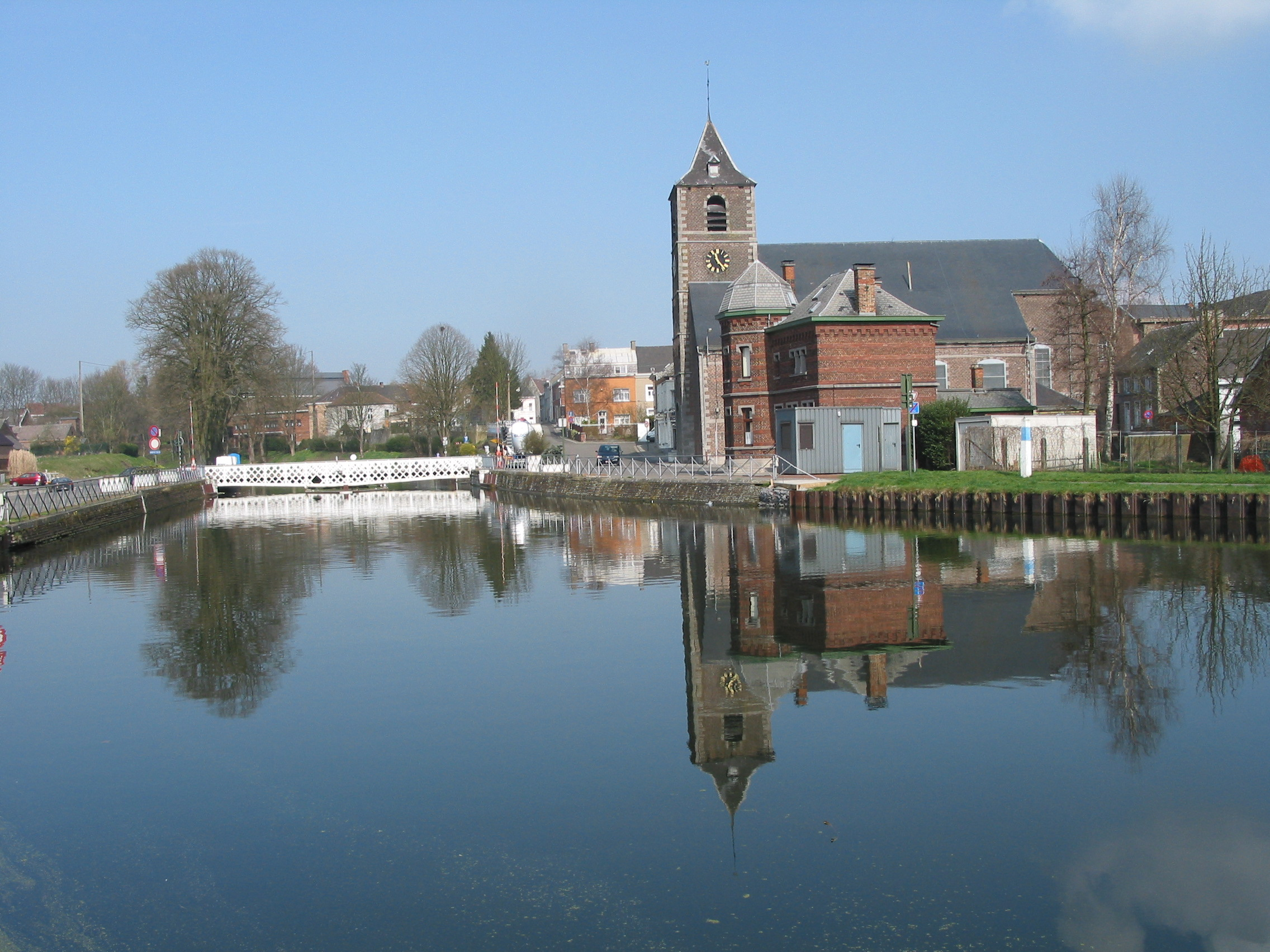
Houdeng-Ameries, près de La Louvière.
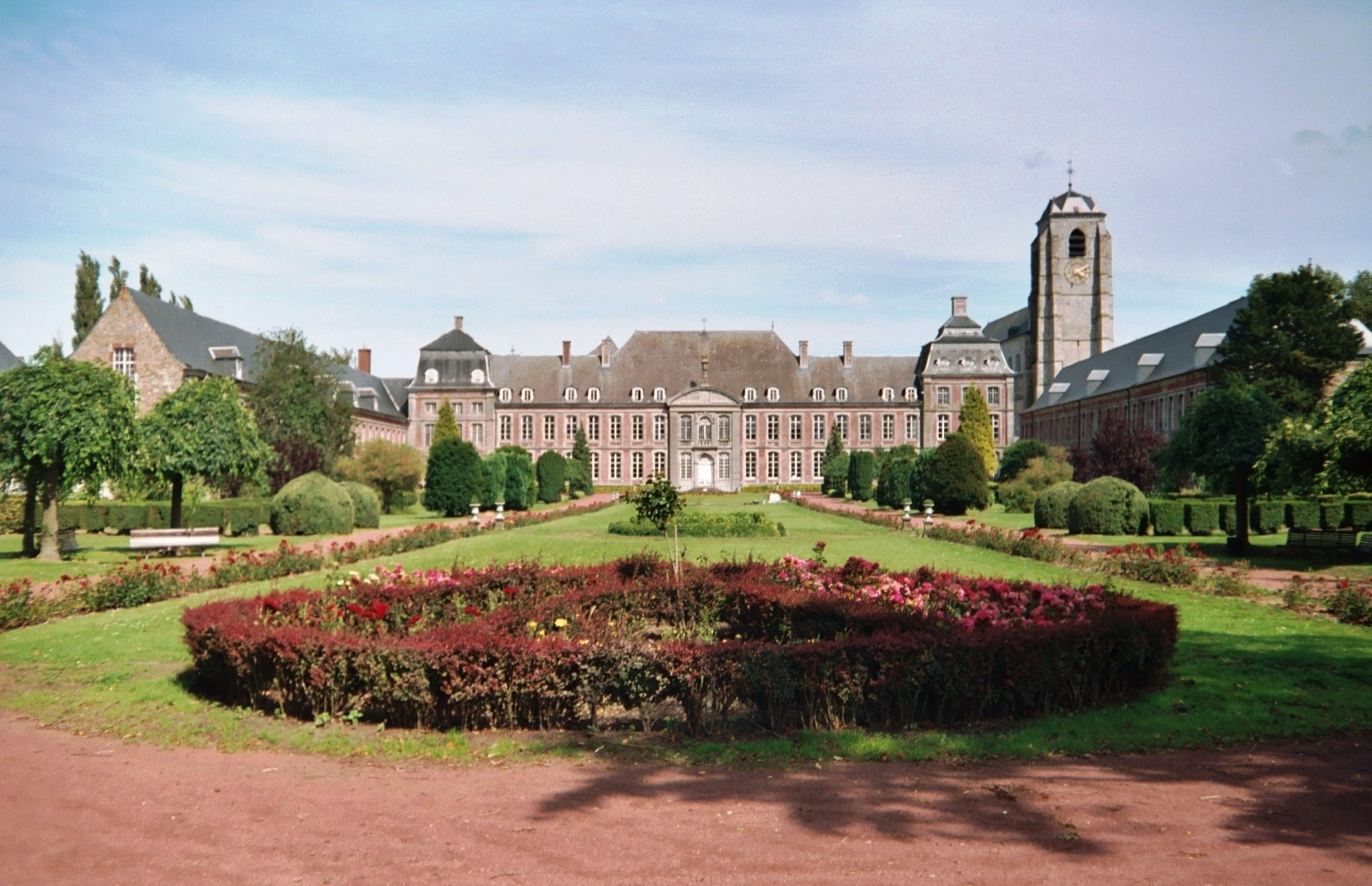
Abbaye de Bonne-Espérance.